# Giovanni De Andrea
Giovanni De Andrea (ur. 22 kwietnia 1928 w Rivarolo Canavese, zm. 19 stycznia 2012 w Rzymie) – włoski duchowny katolicki, arcybiskup, nuncjusz apostolski.

## Życiorys
29 czerwca 1951 otrzymał święcenia kapłańskie i został inkardynowany do diecezji Ivrea. W 1956 rozpoczął przygotowanie do służby dyplomatycznej na Papieskiej Akademii Kościelnej.
14 kwietnia 1975 został mianowany przez Pawła VI nuncjuszem apostolskim w Angoli oraz arcybiskupem tytularnym Aquaviva. Sakry biskupiej udzielił mu 11 maja 1975 kardynał Jean-Marie Villot.
26 stycznia 1983 został przeniesiony do nuncjatury apostolskiej w Iranie.
22 listopada 1986 został nuncjuszem apostolskim w Algierii i Tunezji oraz delegatem w Libii.
26 kwietnia 1989 został wiceprzewodniczącym Biura Pracy Stolicy Apostolskiej. Na emeryturę przeszedł 13 października 2007.
Zmarł 19 stycznia 2012.